# Solo Sikoa
Joseph Yokozuna Fatu (Sacramento, California, 18 de marzo de 1993) es un luchador profesional estadounidense. Ahora lucha en la empresa WWE, donde se presenta en la marca SmackDown bajo el nombre de Solo Sikoa, quien es actualmente el Campeón de los Estados Unidos de la WWE, en su primer reinado. Entre sus logros, destaca haber sido 1 vez Campeón Norteamericano de NXT.

## Primeros años
Fatu nació el 18 de marzo de 1993, en Sacramento, California, Estados Unidos, siendo parte de la familia de luchadores samoanos Anoaʻi, la cual incluye a su padre Rikishi, un miembro del Salón de la Fama de WWE, a sus hermanos mayores Jimmy Uso y Jey Uso, a su primo Roman Reigns, y varios otros como The Rock, Umaga, Yokozuna y los Wild Samoans. Jugó fútbol americano en el colegio universitario American River College y la universidad Dickinson State University. Después de terminar la universidad, Sikoa dejó el fútbol para dedicarse a la lucha libre.

## Carrera

### Inicios (2018-2020)
Debutó el 29 de abril de 2018 bajo el nombre de Sefa Fatu. Regularmente hacía equipo con sus primos Jacob Fatu y Journey Fatu. El 24 de agosto, hizo equipo con su padre, y su primo Vincenzo Iosefa Parisi para derrotar a Brubaker, Gringo Loco y Jay Bradley en el evento Zelo Pro 1 Year Anniversary Show. El 25 de enero de 2019, ganó el Campeonato FSW Nevada State. Mantuvo el título durante 149 días, antes de perderlo ante Hammerstone en junio. En agosto, derrotó a Watson para ganar el Campeonato de Peso Pesado de AWF, el cual tuvo durante 418 días, antes de perderlo en enero de 2020. En febrero, derrotó a Carlito en la promoción Old School Championship Wrestling: Generation.

### WWE

#### NXT (2021-2022)
En agosto de 2021, se anunció que Fatu había firmado un contrato con WWE. Fue asignado a la marca de desarrollo WWE NXT, e hizo su debut el 26 de octubre de 2021 en Halloween Havoc como Solo Sikoa, donde fue presentado por Grayson Waller durante un segmento en el que también se encontraba LA Knight, antes de que Sikoa lo atacara después de que Knight lo empujara hacia él, estableciéndose como face (técnico). Tuvo su primer combate en el episodio del 2 de noviembre de NXT, donde derrotó a Jeet Rama. En el episodio del 28 de diciembre de NXT, fue atacado por el alter ego de Boa en backstage. Esto los llevó a comenzar una rivalidad, con ambos enfrentándose en un combate que terminó en doble conteo en el episodio del 11 de enero de 2022 de NXT, pero Sikoa logró derrotarlo dos semanas después en un combate con estipulación falls count anywhere, concluyendo la enemistad entre ambos. El 2 de abril en el evento NXT Stand & Deliver, Sikoa falló tratando de capturar el Campeonato Norteamericano de NXT en un combate de escaleras. Se enfrentó al Campeón Norteamericano, Cameron Grimes, en el episodio del 12 de abril de NXT, sin embargo, perdió el combate debido a una distracción realizada por Trick Williams. Después del enfrentamiento, Carmelo Hayes y Williams lo atacaron a él y a Grimes. Esto los llevó a enfrentarse en una triple amenaza el 3 de mayo en el evento NXT Spring Breakin', donde nuevamente falló tratando de capturar el título. Sikoa iniciaría un corto feudo con Von Wagner, teniendo un combate contra él, en el episodio del 12 de julio de NXT, mismo que concluyó en doble conteo, pero lo derrotó el 2 de agosto en un combate de estipulación falls count anywhere. Después de este encuentro, estuvo un tiempo fuera de acción debido a una lesión de rodilla.
El 13 de septiembre durante el Evento de aniversario de un año de NXT 2.0, Sikoa hizo una aparición sorpresa, y derrotó a Carmelo Hayes para ganar el Campeonato Norteamericano de NXT. Después de defender el título tres noches después en SmackDown contra Madcap Moss, fue forzado a dejar vacante el campeonato el 20 de septiembre, esto debido a que no estaba entre las opciones a elegir en una votación respondida por los fanáticos, la cual se había creado originalmente para seleccionar al oponente de Hayes.

#### The Bloodline (2022-presente)
Al recuperarse de su lesión, Sikoa hizo su debut en el roster principal el 3 de septiembre de 2022, en Clash at the Castle, interfiriendo en el combate del evento principal entre su primo Roman Reigns y Drew McIntyre. Ahí ayudó a Reigns a retener su Campeonato Universal Indiscutible de WWE contra McIntyre, aliándose con The Bloodline; además de unirse a la marca SmackDown y cambiar a heel (rudo) en el proceso. Hizo su debut en el ring del roster principal, en el episodio del 9 de septiembre de SmackDown, perdiendo ante McIntyre por descalificación cuando Karrion Kross atacó al mencionado por la espalda. Durante el combate titular por el Campeonato Universal Indiscutible de WWE entre Reigns y Logan Paul, que tomó lugar el 5 de noviembre en Crown Jewel, Sikoa confrontó al hermano menor de Paul, Jake Paul, quien había intervenido para que Los Uso no ayudaran a Reigns a ganar, aunque al final lo lograra y retuviera el título. El 26 de noviembre en Survivor Series WarGames, Sikoa, junto a The Bloodline, derrotaron al equipo de The Brawling Brutes (Sheamus, Ridge Holland y Butch), Drew McIntyre y Kevin Owens en un combate de estipulación WarGames, marcando su primera lucha en un evento de pago.
En el episodio del 27 de marzo de Raw, Sikoa sufrió su primera derrota por pinfall en el roster principal a manos de Cody Rhodes. En Night of Champions, Sikoa y Reigns se enfrentaron a Kevin Owens & Sami Zayn por el Campeonato Indiscutible en Parejas de la WWE. Durante el combate, The Usos interfirieron y atacaron accidentalmente a Sikoa mientras apuntaban a Zayn. La secuencia posterior de eventos culminó con Jimmy atacando a Reigns y junto a Jey alejándose de The Bloodline. En el episodio del 2 de junio de SmackDown, durante la celebración de los 1000 días de Reigns como Campeón Universal, Sikoa traicionó a Jimmy y lo excomulgó de The Bloodline por órdenes de Reigns tras las acciones de su hermano en Night of Champions. En el episodio del 16 de junio, el otro hermano de Sikoa, Jey, se volvió contra ambos para ponerse del lado de Jimmy; más tarde se anunció un combate entre The Usos y los miembros restantes de The Bloodline (él mismo y Reigns) para Money in the Bank. Reigns y Sikoa perdieron ante The Usos en una lucha por equipos denominada "Bloodline Civil War". Posteriormente en Fastlane, formaría equipo con Jimmy para enfrentar al equipo de LA Knight y John Cena, pero fueron derrotados. En Crown Jewel, Sikoa se llevaría la victoria sobre Cena con 9 Samoan Spikes. En el episodio del 19 de enero de SmackDown, fue derrotado por un Randy Orton que regresaba .

## Otros medios
Fatu hizo su debut como actor en la película Destroyer, un drama criminal dirigido por Karyn Kusama en 2018, donde interpretó al personaje de Taz.

## Filmografía

### Películas
| Año  | Título    | Papel |
| ---- | --------- | ----- |
| 2018 | Destroyer | Taz   |

## Campeonatos y logros
- Arizona Wrestling Federation
  - AWF Heavyweight Championship (1 vez)[33][34]

- ESPN
  - Mejor historia del año (2022) – compartido con The Bloodline y Sami Zayn[35]

- Future Stars of Wrestling
  - FSW Nevada State Championship (1 vez)[36][37]

- WWE
  - NXT North American Championship (1 vez)[38][39]
  - WWE United States Championship (1 vez, actual)

- Pro Wrestling Illustrated
  - Situado en el puesto n.º401 del PWI 500 en 2022[40]
  - Situado en el puesto n.º38 del PWI 500 en 2023[41]